# زاتیشنه (کریمه)
زاتیشنه (به لاتین: Zatyshne) یک منطقهٔ مسکونی در اوکراین است که در شبه‌جزیره کریمه واقع شده‌است. زاتیشنه ۱۵۳ نفر جمعیت دارد.